# Plectus similis
Plectus similis är en rundmaskart. Plectus similis ingår i släktet Plectus, och familjen Plectidae. Arten är reproducerande i Sverige.